# مهدي أدادي
مهدي أدادي (مواليد 13 فبراير 1978) هو سبّاح جزائري، مثّل بلاده في الألعاب الأولمبية الصيفية 2000.

## روابط خارجية
مهدي أدادي على موقع الاتحاد الدولي للسباحة (الإنجليزية)
- مهدي أدادي على موقع SwimRankings.net (الإنجليزية)
- مهدي أدادي على موقع اللجنة الأولمبية الدولية (الإنجليزية)
- مهدي أدادي على موقع أوليمبيديا (الإنجليزية)